# Naftochinonă
1,4-naftochinona (cunoscută de asemenea și ca para-naftochinonă, sau pe scurt naftachinonă) este un compus organic derivat de la naftalină și chinonă. Sunt cunoscuți izomeri, printre care se numără 1,2-naftochinona. 1,4-naftochinona formează cristale galbene, triclinice și volatile și mirosul său este asemănător cu a 1,4-benzochinonei. Este insolubilă în apă, dar solubilă în solvenți organici polari. 

## Obținere
Naftochinona se sintetizează industrial prin oxidarea în aer a naftalinei în prezență de catalizator de pentoxid de vanadiu: 
C10H8  +  3/2 O2   →   C10H6O2  +  H2O
În laborator, naftochinona se poate prepara prin oxidarea a diverși derivați ai naftalinei. O metodă ieftină reprezintă oxidarea naftalinei cu trioxid de crom. 

## Reacții
1,4-naftochinona se comportă ca dienofil în reacția Diels-Alder. Adiția ei la 1,3-butadienă se poate face în două metode:
1. lentă (45 de zile), când anaftochinona este expusă butadienei lichide pure în exces, la temperatura camerei, sau
2. rapidă, prin cicloadiția catalizată la temperaturi scăzute în prezență de clorură de staniu (IV): [4]